# Sekvestrant žučne kiseline
Sekvestranti žučne kiseline su grupa rezina koji se koriste za vezivanje pojedinih komponenti žuči u gastrointestinalnom traktu. Oni ometaju enterohepatičku cirkulaciju žučnih kiselina tako što se kombinuju sa žučnim konstituentima i sprečavaju njihovu reapsorpciju iz creva. Oni se klasifikuju kao hipolipidemijski agensi, mada njihova primena nije ograničena na snižavanje nivoa holesterola. Oni se koriste u tretmanu hronične dijareje uzrokovane malapsorpcijom žučne kiseline.

## Mehanizam
Sekvestranti žučne kiseline su polimerna jedinjenja koja služe kao jonorazmenjivački rezini. Oni razmenjuju anjone poput hlorida sa žučnim kiselinama. Na taj način se vezuju za žučne kiseline i izuzimaju ih iz dalje enterohepatičkie cirkulacije.
Pošto su sekvesteranti žučne kiseline velike polimerine strukture, oni se ne dospevaju iz creva u krvotok, već se zajedno sa vezanim žučnim kiselinama izbacuju nakon prolaza kroz gastrointestinalni trakt.

## Primeri
Tri leka su članovi ove klase. Oni su polimerni rezini:
- Holestiramin (Questran)
- Kolesevelam[2] (Cholestagel u Evropi, Welchol u SAD)
- Kolestipol (Colestid)